# Tumisho Masha
Tumisho Kgoloane Masha (* 14. August 1975) ist ein südafrikanischer Theater- und Filmschauspieler, Filmproduzent und Synchronsprecher.

## Leben
Masha machte nach seinem Bachelor of Fine Arts in Schauspiel an der Witwatersrand-Universität erste schauspielerische Erfahrungen als Theaterschauspieler. Er begann gegen Ende der 1990er Jahre mit ersten Mitwirkungen in Fernsehproduktionen. 2003 war er im Fernsehfilm Red Water in einer Nebenrolle zu sehen. Im selben Jahr wirkte er im Film Jenseits aller Grenzen in einer Nebenrolle neben Angelina Jolie mit. 2004 stellte er in Drum – Wahrheit um jeden Preis die historisch anspruchsvolle Rolle des südafrikanischen Schriftstellers und Journalisten Can Themba dar. Im Folgejahr war er in 12 Episoden der Fernsehserie Gaz'lam in der Rolle des Monde zu sehen. Als Dr. Zanemvula „Zane“ Jara wirkte er von 2006 bis 2007 in insgesamt 13 Episoden der Fernsehserie Jozi-H mit. 2007 verkörperte er den Wildranger Mike im Tierthriller Prey. Er übernahm außerdem zu Beginn der 2010er Jahre Serienrollen in den Fernsehserien Silent Witness, Der Jäger – Geld oder Leben und The Wild. 2016 krönte er seine schauspielerische Leistung mit der Darstellung von Nelson Mandela in Mandela’s Gun. Für seine Performance wurde er 2018 mit dem Harlem International Film Festival Award als bester Schauspieler gewürdigt. Masha ist zudem als Filmproduzent tätig: 2014 erschien der Kurzfilm The Beginning, 2016 folgte der Spielfilm Stick-Up.

## Filmografie (Auswahl)

### Schauspieler
- 1998: Isidingo (Fernsehserie)
- 1999: Sterk Skemer (Fernsehfilm)
- 2000: Hijack Stories
- 2001: Dr Lucille: The Lucille Teasdale Story (Fernsehfilm)
- 2003: Red Water (Fernsehfilm)
- 2003: Jenseits aller Grenzen (Beyond Borders)
- 2004: Drum – Wahrheit um jeden Preis (Drum)
- 2004: Human Cargo (Mini-Serie, 3 Episoden)
- 2005: Gaz'lam (Fernsehserie, 12 Episoden)
- 2006: Coup! (Fernsehfilm)
- 2006: Crossroads (Fernsehfilm)
- 2006: Catch a Fire
- 2006–2007: Jozi-H (Fernsehserie, 13 Episoden)
- 2007: Society (Fernsehserie)
- 2007: Prey
- 2008: Eine Detektivin für Botswana (The No. 1 Ladies’ Detective Agency) (Fernsehserie)
- 2008: On the Couch (Fernsehserie)
- 2008: Swop!
- 2008–2010: Silent Witness (Fernsehserie, 3 Episoden, verschiedene Rollen)
- 2009: Shuga (Fernsehserie, 3 Episoden)
- 2011: Der Jäger – Geld oder Leben (Kidnap and Ransom) (Fernsehserie, 3 Episoden)
- 2011–2012: The Wild (Fernsehserie, 4 Episoden)
- 2014: The Beginning (Kurzfilm)
- 2015: Kommissar Wallander: Die weiße Löwin (Wallander) (Fernsehserie, Episode 4x01)
- 2016: Isibaya (Fernsehserie, Episode 2x35)
- 2016: Mandela’s Gun
- 2017: Blood Drive (Fernsehserie, Episode 1x10)
- 2020: Spell
- 2021: Tote Orte (Dead Places) (Fernsehserie, Episode 1x02)

### Produzent
- 2014: The Beginning (Kurzfilm)
- 2016: Stick-Up

## Auszeichnungen (Auswahl)
- 2012: South African Film and Television Awards – Bester Schauspieler für The Wild
- 2018: Harlem International Film Festival Award – Bester Schauspieler für Mandela's Gun